# Théodore Denat
Pour les articles homonymes, voir Denat.
Théodore Denat est un homme politique français né le 20 mars 1803 à Mirepoix (Ariège) et mort le 9 janvier 1885 à Mirepoix.

## Biographie
Licencié en droit en 1822, il entre dans la magistrature en août 1830 comme substitut à Pamiers, puis à Foix en 1831. Procureur à Pamiers en 1833 et à Foix en 1835, il devient président du tribunal civil de Foix en 1839, conseiller à la cour d'appel de Toulouse en 1850 et président de chambre en 1855.
Conseiller général du canton de Mirepoix, conseiller municipal de Foix, il est député de l'Ariège de 1868 à 1870, siégeant dans la majorité soutenant le Second Empire.